# Torghatten AS
För berget i Norge, se Torghatten

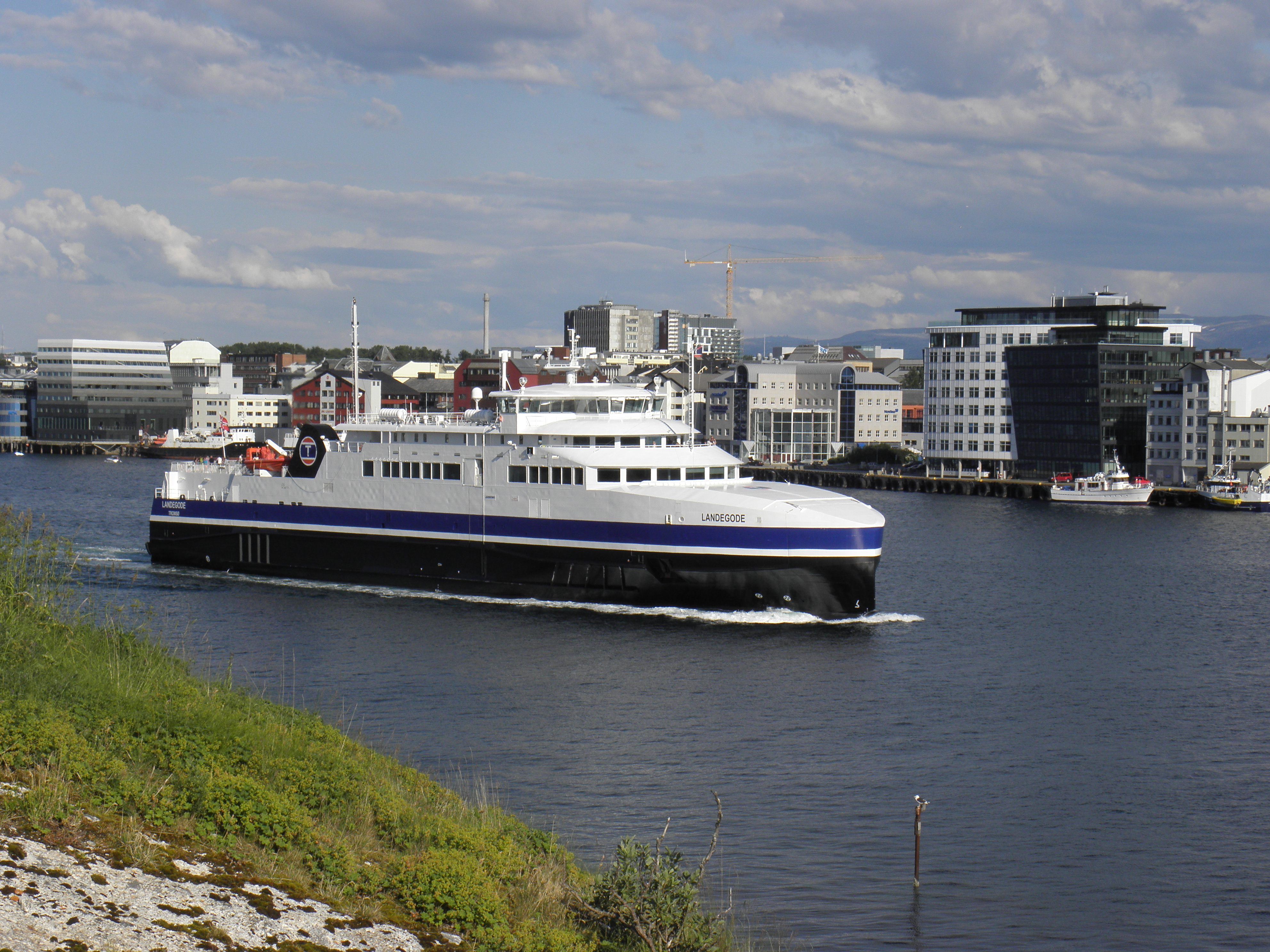
MF Landegode i hamnen i Bodø

Torghatten AS, tidigare Torghatten Trafikselskap ASA,  är ett norskt kollektivtransportföretag. Det grundades 1878 och har bland annat en flotta på omkring 100 fartyg. Det ägde tidigare också bussar, samt också flygplan i dåvarande koncernbolaget Wideroe. Det har sitt huvudkontor i Brønnøysund. Företaget köptes 2021 av det svenska riskkapitalbolaget EQT, varefter bussverksamheten såldes vidare till Connect Bus. Majoritetsposten i Wideroe avskiljdes dessförinnan till det norska företaget Flyco.
Torghatten har sedan 2023 koncession på en passagerarfärjeförbindelse mellan Kungsholmen och Södermalm i Stockholm. För denna har inköpts elfärjan MF Estelle.
Ägaren EQT sammanförde 2022 Torghatten med Molslinjen till företaget Nordic Ferry Infrastructure Holding AS.

## Dotterföretag
- Torghatten Sør, som driver färjetrafiken Fergesambandet Horten–Moss|Horten–Moss och Ferjesambandet Svelvik–Verket|Svelvik–Verket, med huvudkontor i Horten
- Torghatten Midt, som driver färje- och passagerarbåtstrafik i Nordland fylke, Trøndelag fylke och Hordaland fylke, med huvudkontor i Trondheim
- Torghatten Nord, som driver färje- och passagerarbåtstrafik i Nordland, Troms och Møre og Romsdal, med huvudkontor i Tromsø
- Secora, som är anläggningsentreprenör för hamnar och farleder, med huvudkontor i Svolvær
- Torghatten AB, Svensk del av koncernen.